# Vrede (metrostation)
Vrede (Frans: Paix) is een aangekondigd station van de Brusselse metro in het centrum van Evere. Het station zal bediend worden door de nieuwe Brusselse metrolijn 3, waarvan de bouw volgens de planning zal starten in 2019 en opgeleverd moet worden in 2030. Vrede is de voorlaatste halte op de lijn richting Station Bordet. De lijn, en dus ook het perron zal meer dan twintig meter onder het straatoppervlak liggen.

## Geschiedenis
Metrolijn 3 was al heel lang gepland en zou er in 2010 komen, maar van deze planning is uiteindelijk afgestapt. De start van de werken is voorzien voor de zomer van 2018.

## Situering
Het metrostation zal zich bevinden onder de Edward Stuckensstraat, enkele tientallen meters ten westen van het Vredeplein voor de Muziekacademie. De stationstoegang komt ter hoogte van de voormalige bioscoop naast het voorplein van de Academie, waarmee het station de logische verdeling van de zones van het Vredesplein respecteert, en de ruimte behoudt voor de zuidelijk georiënteerde terrassen en handelszaken. De locatie wordt tegenwoordig bediend door de tramhalte Vrede.
Albert · 
Horta · 
Sint-Gillisvoorplein ·
Hallepoort ·
Zuidstation ·
Toots Thielemans ·
Anneessens-Fontainas ·
Beurs - Grote Markt ·
De Brouckère ·
Rogier ·
Noordstation ·
Liedts ·
Colignon ·
Verboekhoven ·
Riga ·
Linde ·
Vrede ·
Bordet Station